# بكاجيك (خوي)
بكاجيك هي قرية في مقاطعة خوي، إيران. عدد سكان هذه القرية هو 1,216 في سنة 2006.